# Maksim Sotnikow
Maksim Sotnikow (ros. Максим Анатольевич Сотников,
(ur. 17 października 1957 w Gwiezdnym Miasteczku) – rosyjski profesor fizyki nuklearnej, biznesmen, 
pilot sportu śmigłowcowego, zawodnik rosyjskiej śmigłowcowej kadry narodowej, wiceprezydent, Federacji Sportu Śmigłowcowego Rosji (ru.ФВС России), śmigłowcowy mistrz Rosji i mistrz świata.

## Życiorys
Urodził się pod Moskwą w Gwiezdnym Miasteczku. Od dzieciństwa marzył o zostaniu astronautą i pilotem, później jednak ukończył studia, został fizykiem nuklearnym. Jako naukowiec zajmował się eksperymentalną fizyką jądrową, ale na początku lat 90. porzucił pracę naukową, rozpoczął pracę w branży budowlanej w firmie Stern Cement (obecnie Eurocement) produkującej cement.

### Sport śmigłowcowy
W 2000 roku zdobył licencję pilota śmigłowcowego spełnił swoje marzenia z dzieciństwa, zakupił śmigłowiec Bell 407. Jego instruktorem i trenerem był białoruski pilot śmigłowcowy Siergiej Drui. Rozpoczął starty na zawodach śmigłowcowych w Rosji z pilotem-nawigatorem Olegiem Puodjukasem, reprezentując aeroklub śmigłowcowy „Aerosoyuz”.
W ciągu roku spędza w sumie około 300 godzin latając śmigłowcami. Na zawodach Sotnikow lata najczęściej śmigłowcami Bell 407 oraz Robinson R44 z nawigatorem-operatorem Alehem Puajukasem.
W czasie zawodów finału Śmigłowcowego Pucharu Świata 2019 (Helicopter World Cup 2019) rozegranych w Polsce na 
lotnisku Łososinie Dolnej zajął II miejsce w konkurencji Fender rigging. Maksim Sotnikow jest wiceprezesem organizacji Sportów Śmigłowcowych Rosyjskiej Federacji, a od 2013 roku jest dyrektorem Międzynarodowej Akademii Sportu Śmigłowcowego, z siedzibą na lotnisku Konakovo w regionie Tweru. 20 marca 2019 r. otrzymał najwyższe honorowe wyróżnienie „Zasłużony mistrz sportu Rosji”. Jako pilot śmigłowcowy zdobył trzykrotnie tytuł mistrzowski Federacji Rosyjskiej oraz ponad 30 medali Śmigłowcowych Mistrzostwach Europy.
W czerwcu 2015 r. Sotnikow pilotując śmigłowiec uczestniczył w unikalnym rekordzie świata, odnotowanym w Księdze Guinnessa. Ustanowienie tego rekordu odbyło się w miejscowości Bunkovo pod Moskwą, gdzie śmigłowce typu Robinson leciały tworząc formację lotniczą złożoną z dwudziestu pięciu śmigłowców. Poprzedni rekord należał do Włoskich pilotów, gdzie 16 śmigłowców Breda Nardini NH-500-E (McDonnell Douglas MD-500 produkowany na licencji amerykańskiej)
wykonało lot we włoskiej bazie wojskowej (2005). 

### Lot dookoła świata
Sotnikow odbył spektakularny lot dookoła świata śmigłowcem, z Sotnikowem leciał także Polak Marcin Szamborski jako drugi pilot. Byli 17. załogą, która wykonała śmigłowcem lot dookoła świata.
Podróż rozpoczęli 7 kwietnia 2017 r. śmigłowcem Bell 407. W ciągu 57 dni przelecieli 38 975 km. Lot rozpoczął się pod Moskwą, przebiegał przez Europę, nad półkulą północną przez Kamczatkę, Grenlandię w kierunku zachodnim w przeciwieństwie do poprzednich wypraw, które odbywały się w kierunku wschodnim. Załoga na lot przygotowała specjalne skafandry termiczne, tratwy ratunkowe w razie konieczności wodowania w morzu oraz wyposażono śmigłowiec w dodatkowy 400-litrowy zbiornik paliwa dla zwiększenia zasięgu śmigłowca.

## Najważniejsze osiągnięcia
- Otwarte Śmigłowcowe Mistrzostwa Niemiec, dwukrotnie I miejsce (2009, 2011)
- Otwarte Śmigłowcowe Mistrzostwa Szwajcarii, I miejsce (2010)
- Śmigłowcowe Mistrzostwa Rosji, I miejsce (2011)
- Śmigłowcowe Mistrzostwa Rosji, II miejsce (Sotnikow, Oleg Puodzhyukas)(2012)
- Śmigłowcowe Mistrzostwa Świata, III miejsce (2012)
- Śmigłowcowe Mistrzostwa Świata 2015, I miejsce (2015)
- Śmigłowcowe Mistrzostwa Rosji, I miejsce (2019)

## Odznaczenia
- Dyplom Paula Tissandiera (2014)[6],
- Zasłużony Mistrz Sportu (2019)